# Motor
Albums de Gescom
Key Nell
(1996) Keynell
(1996)
Motor est un EP du groupe anglais de musique électronique Gescom, paru en 1996.

## Titres
| Face A | Face A  | Face A | Face A | Face A | Face A | Face A | Face A | Face A | Face A |
| No     | Titre   | Durée  |        |        |        |        |        |        |        |
| ------ | ------- | ------ | ------ | ------ | ------ | ------ | ------ | ------ | ------ |
| 1.     | Motor 1 | 8:46   |        |        |        |        |        |        |        |
| 2.     | Motor 2 | 8:05   |        |        |        |        |        |        |        |
| 16:51  |         |        |        |        |        |        |        |        |        |

| Face B | Face B  | Face B | Face B | Face B | Face B | Face B | Face B | Face B | Face B |
| No     | Titre   | Durée  |        |        |        |        |        |        |        |
| ------ | ------- | ------ | ------ | ------ | ------ | ------ | ------ | ------ | ------ |
| 1.     | Motor 3 | 7:03   |        |        |        |        |        |        |        |
| 2.     | Motor 4 | 4:27   |        |        |        |        |        |        |        |
| 11:30  |         |        |        |        |        |        |        |        |        |